# Victor Hugo Green

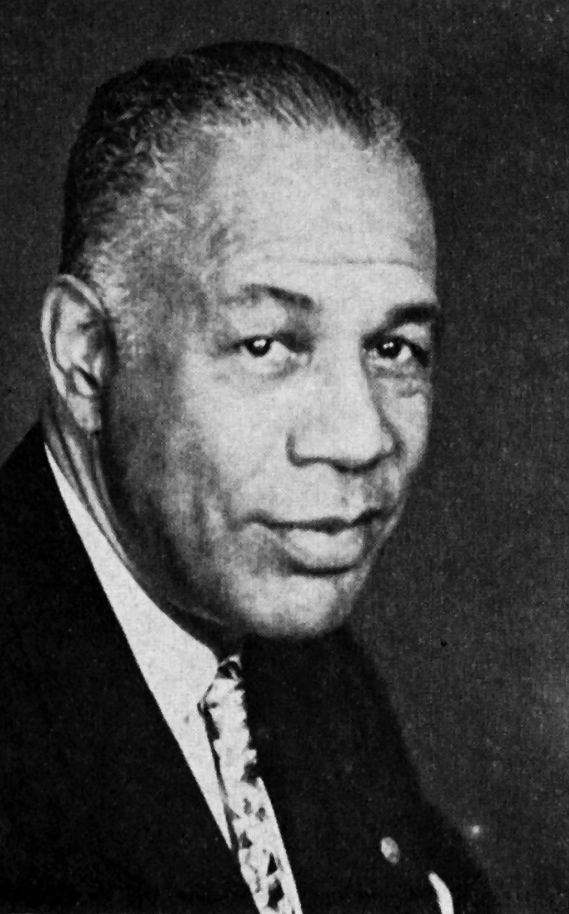
1956

Victor Hugo Green (* 9. November 1892 in New York City; gestorben 1960 ebenda) war ein afroamerikanischer Postangestellter und Reiseschriftsteller. Er verfasste das sogenannte Green Book, einen Reiseführer für Schwarze während der Zeit der Rassentrennung und der Jim-Crow-Gesetze.

## Leben
Victor H. Green ging bis zur siebten Klasse zur Schule und wurde dann Postbote in Hackensack (New Jersey). 1933 zog er zur Zeit der Harlem Renaissance nach Harlem und begann seinen Schwager Robert Duke, einen Musiker, zu managen.

## Das Greenbook
Green hatte 1932 die Idee, einen Reiseführer zu verfassen, der es Afroamerikanern ermöglichen sollte, ohne Erniedrigung zu reisen. 1936 erschien die erste Auflage. Sie umfasste zunächst nur Hotels und Gaststätten in und um New York. Spätere Auflagen des Negro Travelers Green Book verzeichneten auch Adressen von Ärzten, Schneidereien und Tankstellen in den gesamten USA, Kanada, Mexiko und Bermuda, die Schwarze bedienten. Das Buch galt als Überlebenshilfe für Schwarze zur Zeit der Rassentrennung.
Faksimile:
- Victor Hugo Green: Travelers' green book : international edition 1963-1964 : for vacation without aggravation : Hotels, vacation resorts, restaurants, tourist homes, Camarillo, California : About Comics, [2017] (Original: 1963), ISBN 978-1-936404-70-4